# Ger Dekkers
Ger Dekkers, eigentlich Gerrit Hendrik Dekkers, (* 21. August 1929 in Borne, Niederlande; † 20. Januar 2020 in Zwolle) war ein niederländischer Fotograf.

## Leben
Ger Dekkers studierte von 1950 bis 1954 an der AKI (Akademie für Kunst und Industrie) in Enschede. Er stellte Fotosequenzen von niederländischen Landschaften zusammen.
Er war verheiratet mit Hilda Hartsuiker und lebte und arbeitete in Giethoorn, Niederlande.

## Ausstellungen (Auswahl)
- 1972: Kröller-Müller Museum, Otterlo
- 1974: Stedelijk Museum Amsterdam
- 1977: documenta 6, Kassel
- 1981: Städtische Galerie Nordhorn, Nordhorn
- 1991: Centre National de la Photographie, Paris
- 1995: Museum Boijmans Van Beuningen, Rotterdam
- 1999: Museum Ludwig, Köln
- 2000: Gasunie, Groningen
- 2010: Weltsichten. Landschaft in der Kunst seit dem 17. Jahrhundert, Situation Kunst, Bochum
- 2010: Weltsichten: Teil II (Fotografie, Objekt, Medien), Situation Kunst, Bochum